# 祓川 (福島市)
祓川（はらいがわ）は、福島県福島市を流れる河川で、一級水系阿武隈川水系松川の支流である。

## 解説
福島市森合地区周辺の湧水などを水源とし、JR奥羽本線に沿って東へ向かい、信夫山南側の山裾に沿って流れ北東側の麓、市内山居にて松川に注ぐ。御山町付近までの流路は、市街地を流れるコンクリート三面張の水路状の小河川となっている。さらに下流の信夫山周辺の流域では、並行する都市計画道路太平寺岡部線（祓川通り）の整備事業に伴い、「祓川水環境創造事業」が行われた。これは祓川の流水の一部を祓川浄化施設により簡易滅菌し、歩道に造られた人工河川に流しせせらぎを整備することで、都市に潤いを与え良好な水辺空間を形成することを目的としたものである。従来の河川はオープンシールド工法で建設されたボックスカルバートによる暗渠を通水させている。1991年度より事業が始まり、2003年度に福島県文化センター付近から松川合流点にかけての河川工事が完了し、付近住民や通行人の憩いの場として利用されている。
祓川はかつての松川の流路で、松川の戦いの舞台であった。また、信夫山の山岳信仰が盛んだった頃は、修験者はこの川で身を清めていた。昭和初期までは福島競馬場内を貫流し、高野河原下付近にて阿武隈川に合流していたが、昭和恐慌に伴う失業対策事業で現在の流路に改修された。

## 流路沿いの施設
- 森合運動公園
- 福島市立森合小学校
- JR奥羽本線
- 福島県立視覚支援学校
- 福島県立福島高等学校
- 福島市写真美術館
- 福島テレビ本社
- ハローワーク福島
- 松韻学園福島高等学校
- 信夫山
- 福島県文化センター・福島県歴史資料館
- 福島東稜高等学校
- 福島市音楽堂・古関裕而記念館
- 岩谷観音